# Tueurs à gages (film)
Pour les articles homonymes, voir Tueur à gages (homonymie).
Tueurs à gages (Intent to Kill) est un film britannique réalisé par Jack Cardiff, sorti en 1958 .

## Synopsis
Juan Menda, le président d'un pays sud-américain, est hospitalisé à Montréal où il doit subir une délicate opération au cerveau. Il est entre de bonnes mains avec le docteur McLaurin, un chirurgien de grande valeur. Mais un autre danger le menace : un trio de tueurs à gages a pour mission de profiter de son immobilisation pour le liquider.

## Fiche technique
- Titre : Tueurs à gages
- Titre original : Intent to Kill
- Réalisation : Jack Cardiff, assisté de Frederic Goode
- Scénario : Jimmy Sangster d'après le roman Intent to Kill de Brian Moore (sous le pseudonyme de Michael Bryan), Editions Eyre & Spottiswoode, Londres, 1956.
- Script-girl : Pamela Davies
- Producteur : Adrian D. Worker
- Société de production : Zonic Productions
- Société de distribution :Twentieth Century Fox (Grande-Bretagne et France)
- Musique : Kenneth V. Jones, dirigée par Muir Mathieson
- Photographie : Desmond Dickinson, assisté d'Ernest Day (cadreur)
- Décors : Alan Harris
- Costumes : Brian Owen-Smith
- Montage : Tom Simpson
- Son : A.W. Lumkin
- Pays de production : Royaume-Uni
- Format : Noir et blanc - 2,35:1 - Mono
- Genre : Thriller
- Durée : 88 minutes
- Date de sortie : 
  - Royaume-Uni : 16 juillet 1958
  - France : 25 octobre 1958

## Distribution
- Richard Todd : le docteur Robert McLaurin
- Betsy Drake : le docteur Nancy Ferguson
- Herbert Lom : le président Juan Menda
- Warren Stevens : le chef du trio de tueurs à gages
- Carlo Giustini : l'ambassadeur Francisco Flores
- Paul Carpenter : O'Brien
- Alexander Knox : le docteur McNeill, le directeur de l'hôpital
- Lisa Gastoni : Carla Menda, la femme de Menda
- Peter Arne : Kral, l'un des trois tueurs
- John Crawford : Boyd, l'un des trois tueurs

## Autour du film
- Le film a été tourné à Montréal pour les extérieurs et au studios Elstree de Borehamwood pour les intérieurs